# ハイウェイカード

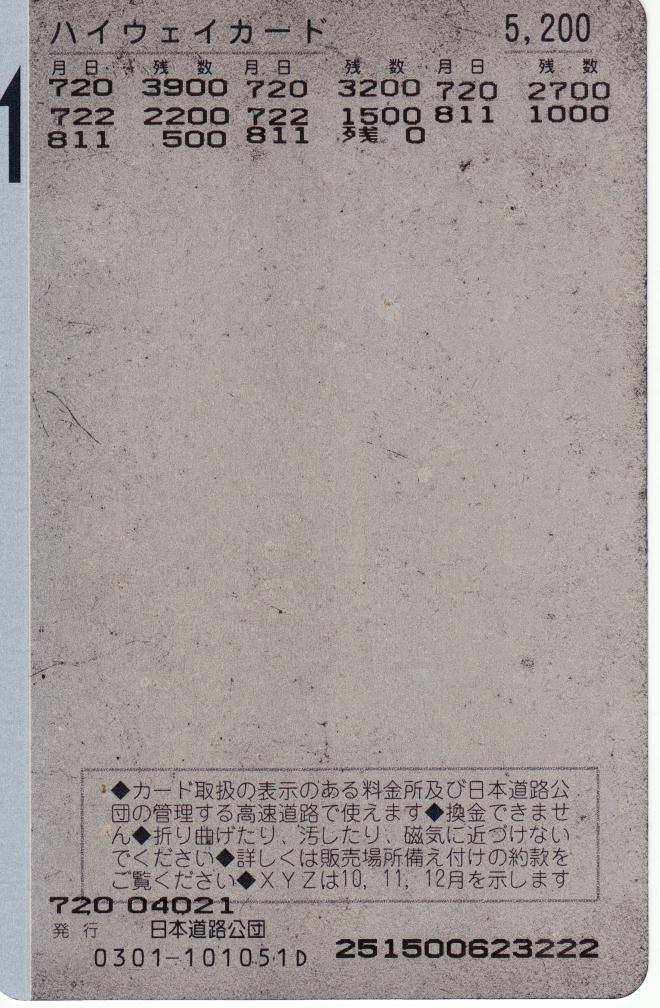
上記ハイウェイカードの裏側。使用日と残額が記載されている。

ハイウェイカード（Highway Card）は、1987年から2005年まで、日本の道路関係四公団が発行していた磁気式プリペイドカードである。略称「ハイカ」。

## 概要
1987年11月に常磐自動車道で販売が開始され、後に全国展開した。道路関係四公団が管轄し、後にNEXCOなどの民営化会社に継承された日本の高速道路および有料道路や一部の地方道路公社の管理する有料道路で、通行料の支払いに利用できた。裏面に使用残数印字欄があり、利用日時と残額が印字される。印字欄が一杯となった場合などには再発行券が発行された。
料金所での現金払いによる釣銭の受け渡しなどの手間が省け、5000円以上のカードにはプレミアムが上乗せされていることから広く利用されてきた。1995年より汎用型の磁気プリペイドカードとしては最高額面となる5万円券が発売された。
1999年5月頃に偽造ハイウェイカード（偽造ハイカ）の存在が明らかとなり、同年11月には全券種で透かし模様やホログラムを刷り込ませた新デザインの発行による対策を行った。しかしながら細部まで模倣し磁気処理に反応するなど精巧な偽造ハイカが横行し、インターネットオークションや金券ショップなどで偽造ハイカである事を伏せて正価よりも安価で売り捌き、知らずに購入した買い手が詐欺被害に遭うトラブルも頻発した。また、偽造ハイカの行使により発行元が損失を被ることに歯止めをかけられなかった。
日本道路公団が2004年10月に発表したデータによると、偽造ハイウェイカードによる累計被害額は約250億円である。

## 種類
一般用として
- 03,000円券（額面03,000円）
- 05,000円券（額面05,200円）
- 10,000円券（額面10,500円）
- 30,000円券（額面32,500円）
- 50,000円券（額面58,000円）

が発行されていた。5万円券は1995年に追加設定された。また、1000円券がデザイン専用カードとして存在した。
1999年10月以前に発行したホログラムなど偽造対策がされていない1万円以上の高額券種は2001年3月31日付で利用終了となり、料金所などで再発行券に交換する必要があった。その後、3万円券と5万円券は偽造が多発したために2003年2月28日限りで販売中止、2004年3月1日以降は残額があっても使えなくなり、残額分については料金所の事務室などで1万円以下の複数枚のカードへの再発行交換か、ETC前払割引分への付替えが行われていた。

## 廃止
偽造ハイカの横行や、ETC普及の国策（ETC搭載車に対する割引制度の充実など）のため、2005年（平成17年）9月15日に全種類の販売を終了し、道路公団民営化後の2006年（平成18年）4月1日に廃止された。
高額カードの再発行分も含め、次のような処置が行われていた。
- ETC前払割引分への付替え（2013年（平成25年）1月27日を以って終了[2]）。
- 2006年（平成18年）3月以降、ハイウェイカードの残額×（販売価格÷券面価格）で払い戻し（2016年（平成28年）3月31日を以って終了[2]）。

2006年（平成18年）4月1日から5月31日までは、主要なSA・パーキングエリアの臨時受付窓口でも、払い戻しが出来た。
2012年（平成24年）9月24日、NEXCO3社（東日本・中日本・西日本）・首都高速道路会社・阪神高速道路会社およびJB本四高速の計6社がハイウェイカードの取扱いについて、ETCへの付け替えは2013年（平成25年）1月27日、払い戻しは2016年（平成28年）3月31日をもって終了（当日消印有効）すると発表。その後、予定通り終了した。

## 発行機関
- 日本道路公団（JH）
- 首都高速道路公団
- 阪神高速道路公団
- 本州四国連絡橋公団

ほとんどは日本道路公団が発行した。